# Mengusovský Volovec
Der Mengusovský Volovec (offiziell, auch kurz Volovec genannt, älter Mengusovská veža, Oľgin štít oder Štít Oľgy; deutsch Olgaspitze, Volovec oder Mengsdorferturm, älter , ungarisch Olga-csúcs, Volovecz oder Menguszfalvi-torony, polnisch Wołowiec Mięguszowiecki) ist ein doppelgipfliger, 2228 m n.m. hoher Berg in der Hohen Tatra in der Slowakei. Der Berg befindet sich im Nordteil des Tals Mengusovská dolina, auf einem südlich von der Hincova kopa am Hauptkamm der Hohen Tatra verlaufenden Seitengrat, der die Hochgebirgskessel Hincova kotlina und Kotlina Žabích plies voneinander trennt.
Der Bergname Volovec ist volkstümlichen Ursprungs und erinnert an die Zeiten, als Bewohner des Talorts Mengusovce (deutsch Mengsdorf) weidende Herden weit in die Berge trieben. Frei übersetzt bedeutet er „Ochsenberg“. Der slowakische Unternehmer und Politiker Kornel Stodola und Bergführer Johann Franz d. J. standen am 28. Juni 1903 als erste bekannte Besteiger auf dem Gipfel und auf Stodolas Vorschlag erhielt der vermeintlich namenlose Berg den Namen Olgaspitze nach dem Namen seiner Gattin, Oľga Stodolová.
Der Berg liegt auf keinem markierten Wanderweg und ist somit offiziell nur für Mitglieder alpiner Vereine oder mit einem Bergführer zugänglich, ist aber relativ leicht besteigbar. 